# Segunda Categoría del Cañar
El Campeonato Provincial de la Segunda Categoría del Cañar es un torneo oficial de fútbol de ascenso en la provincia del Cañar. Es organizado anualmente por la Asociación de Fútbol Profesional del Cañar (AFCA). Los tres mejores clubes (campeón, subcampeón y tercer lugar) clasifican al torneo de Ascenso Nacional por el ascenso a la Serie B, además el campeón provincial clasificará a la primera fase de la Copa Ecuador.

## Palmarés
| Temporada | Campeón                                                            | Subcampeón                                                          |
| --------- | ------------------------------------------------------------------ | ------------------------------------------------------------------- |
| 1987      | La Troncal (1)                                                     | [[Archivo:\|20x20px\|border\|Bandera de Azogues]] Casa Quishpi (1)  |
| 1988      | [[Archivo:\|20x20px\|border\|Bandera de Azogues]] Casa Quishpi (1) | La Troncal (1)                                                      |
| 1989      | [[Archivo:\|20x20px\|border\|Bandera de Azogues]] Casa Quishpi (2) | Municipal Cañar (1)                                                 |
| 1990      | [[Archivo:\|20x20px\|border\|Bandera de Azogues]] Casa Quishpi (3) | [[Archivo:\|20x20px\|border\|Bandera de Azogues]] Libertad (1)      |
| 1991      | ?                                                                  | ?                                                                   |
| 1992      | No se disputó                                                      | No se disputó                                                       |
| 1993      | No se disputó                                                      | No se disputó                                                       |
| 1994      | No se disputó                                                      | No se disputó                                                       |
| 1995      | No se disputó                                                      | No se disputó                                                       |
| 1996      | ?                                                                  | ?                                                                   |
| 1997      | ?                                                                  | ?                                                                   |
| 1998      | San Francisco (1)                                                  | Municipal Cañar (2)                                                 |
| 1999      | ?                                                                  | ?                                                                   |
| 2000      | ?                                                                  | ?                                                                   |
| 2001      | ?                                                                  | ?                                                                   |
| 2002      | La Troncal (2)                                                     | Municipal Cañar (3)                                                 |
| 2003      | ?                                                                  | ?                                                                   |
| 2004      | Municipal Cañar (1)                                                | [[Archivo:\|20x20px\|border\|Bandera de Azogues]] Emikos (1)        |
| 2005      | Deportivo Azogues (1)                                              | Municipal Cañar (4)                                                 |
| 2006      | Municipal Cañar (2)                                                | Deportivo Biblián (1)                                               |
| 2007      | Manuel J. Calle (1)                                                | 25 de Agosto (1)                                                    |
| 2008      | Municipal El Tambo (1)                                             | [[Archivo:\|20x20px\|border\|Bandera de Azogues]] Sevilla S. C. (1) |
| 2009      | ADAT (1)                                                           | Uniban (1)                                                          |
| 2010      | No se disputó                                                      | No se disputó                                                       |
| 2011      | Municipal Cañar (3)                                                | Grupo Alcívar (1)                                                   |
| 2012      | Municipal Cañar (4)                                                | Equipo de Cristo (1)                                                |
| 2013      | Ciudadelas del Norte (1)                                           | Cañar F. C. (1)                                                     |
| 2014      | Cañar F. C. (1)                                                    | Ciudadelas del Norte (1)                                            |
| 2015      | Ciudadelas del Norte (2)                                           | Municipal Cañar (5)                                                 |
| 2016      | San Francisco (2)                                                  | Ciudadelas del Norte (2)                                            |
| 2017      | San Francisco (3)                                                  | Municipal Cañar (6)                                                 |
| 2018      | San Francisco (4)                                                  | Azogues S. C. (1)                                                   |
| 2019      | San Francisco (5)                                                  | D' León (1)                                                         |
| 2020      | Azogues S. C. (1)                                                  | Cañar F. C. (2)                                                     |
| 2021      | Independiente Azogues (1)                                          | Triunfo City (1)                                                    |
| 2022      | Azogues S. C. (2)                                                  | D' León (2)                                                         |
| 2023      | Junior (1)                                                         | Ciudadelas del Norte (3)                                            |
| 2024      | La Troncal F. C. (1)                                               | Independiente Azogues (1)                                           |
| 2025      | Por definir                                                        | Por definir                                                         |

## Estadísticas por equipo

### Campeonatos
| Equipo                                                          | Títulos | Subtítulos | Temporadas campeón            | Temporadas subcampeón               |
| --------------------------------------------------------------- | ------- | ---------- | ----------------------------- | ----------------------------------- |
| San Francisco                                                   | 5       | 0          | 1998, 2016, 2017, 2018, 2019. |                                     |
| Municipal Cañar                                                 | 4       | 6          | 2004, 2006, 2011, 2012.       | 1989, 1998, 2002, 2005, 2015, 2017. |
| [[Archivo:\|20x20px\|border\|Bandera de Azogues]] Casa Quishpi  | 3       | 1          | 1988, 1989, 1990.             | 1987.                               |
| Ciudadelas del Norte                                            | 2       | 3          | 2013, 2015.                   | 2014, 2016, 2023.                   |
| Azogues S. C.                                                   | 2       | 1          | 2020, 2022.                   | 2018.                               |
| La Troncal                                                      | 2       | 1          | 1987, 2002.                   | 1988.                               |
| Cañar F. C.                                                     | 1       | 2          | 2014.                         | 2013, 2020.                         |
| Independiente Azogues                                           | 1       | 1          | 2021.                         | 2024.                               |
| ADAT                                                            | 1       | 0          | 2009.                         |                                     |
| Deportivo Azogues                                               | 1       | 0          | 2005.                         |                                     |
| Junior                                                          | 1       | 0          | 2023.                         |                                     |
| Manuel J. Calle                                                 | 1       | 0          | 2007.                         |                                     |
| La Troncal F. C.                                                | 1       | 0          | 2024.                         |                                     |
| Municipal El Tambo                                              | 1       | 0          | 2008.                         |                                     |
| D' León                                                         | 0       | 2          |                               | 2019, 2022.                         |
| 25 de Agosto                                                    | 0       | 1          |                               | 2007.                               |
| Deportivo Biblián                                               | 0       | 1          |                               | 2006.                               |
| [[Archivo:\|20x20px\|border\|Bandera de Azogues]] Emikos        | 0       | 1          |                               | 2004.                               |
| Equipo de Cristo                                                | 0       | 1          |                               | 2012.                               |
| Grupo Alcívar                                                   | 0       | 1          |                               | 2011.                               |
| [[Archivo:\|20x20px\|border\|Bandera de Azogues]] Libertad      | 0       | 1          |                               | 1990.                               |
| [[Archivo:\|20x20px\|border\|Bandera de Azogues]] Sevilla S. C. | 0       | 1          |                               | 2008.                               |
| Triunfo City                                                    | 0       | 1          |                               | 2021.                               |
| Uniban                                                          | 0       | 1          |                               | 2009.                               |

### Estadísticas por Cantón
| Cantón                                                 |    | Títulos |    | Subtítulos |  |
| ------------------------------------------------------ | -- | --- | -- | --- |  |
| [[Archivo:\|30px\|border\|Bandera de Azogues]] Azogues | 13 | San Francisco (5) [[Archivo:\|20x20px\|border\|Bandera de Azogues]] Casa Quishpi (3) Azogues S. C. (2) Deportivo Azogues (1) Independiente Azogues (1) Junior (1) | 5  | Azogues S. C. (1) [[Archivo:\|20x20px\|border\|Bandera de Azogues]] Casa Quishpi (1) [[Archivo:\|20x20px\|border\|Bandera de Azogues]] Emikos (1) Independiente Azogues (1) [[Archivo:\|20x20px\|border\|Bandera de Azogues]] Libertad (1) |  |
| La Troncal                                             | 8  | Ciudadelas del Norte (2) La Troncal (2) ADAT (1) Cañar F. C. (1) La Troncal F. C. (1) Manuel J. Calle (1)                                                         | 10 | Ciudadelas del Norte (3) Cañar F. C. (2) 25 de Agosto (1) Equipo de Cristo (1) Grupo Alcívar (1) La Troncal (1) Uniban (1) |  |
| Cañar                                                  | 4  | Municipal Cañar (4) | 8  | Municipal Cañar (6) D' León (2) |  |
| El Tambo                                               | 1  | Municipal de El Tambo (1) |    | |  |
| Biblián                                                |    | | 1  | Deportivo Biblián (1) |  |
| El Triunfo                                             |    | | 1  | Triunfo City (1) |  |